# Liga de Campeones de la Concacaf 2008-09
La Liga de Campeones de la Concacaf 2008-2009 fue la primera edición en la historia de la Liga de Campeones de la Concacaf. Se disputó entre agosto de 2008 y abril de 2009. Su formato de competición es parecido al de la Liga de Campeones de la UEFA. En el campeonato se clasificaron ocho equipos directamente a la fase de grupos (2 de Estados Unidos, 2 de México, y uno de Costa Rica, El Salvador, Guatemala, y Honduras), mientras que 16 equipos jugaron una fase previa de clasificación. El equipo ganador fue el Atlante de México.

## Equipos participantes
En la Liga de Campeones de la Concacaf 2008-09 participan 24 equipos de un total de 13 países.
| País                     | Equipo                                                       | Vía de clasificación |
| ------------------------ | ------------------------------------------------------------ | --- |
| Estados Unidos 4 cupos   | Houston Dynamo D.C. United New England Revolution Chivas USA | Campeón de la MLS Cup 2007 Ganador del MLS Supporters' Shield 2007 Campeón de la Lamar Hunt U.S. Open Cup 2007 Segundo del MLS Supporters' Shield 2007 |
| México 4 cupos           | Atlante Santos Laguna Pumas U.N.A.M. Cruz Azul               | Campeón del Torneo Apertura 2007 Campeón del Torneo Clausura 2008 Subcampeón del Torneo Apertura 2007 Subcampeón del Torneo Clausura 2008              |
| Costa Rica 2 cupos       | Deportivo Saprissa Liga Deportiva Alajuelense                | Campeón general de la Temporada 2007-08 Subcampeón del Torneo Verano 2008.                                                                             |
| El Salvador 2 cupos      | Luis Ángel Firpo Metapán                                     | Campeón general de la Temporada 2007-2008 Subcampeón del Torneo Clausura 2008.                                                                         |
| Guatemala 2 cupos        | Deportivo Jalapa CSD Municipal                               | Campeón Apertura 2007 Campeón Clausura 2008 |
| Honduras 2 cupos         | Marathón Olimpia                                             | Campeón del Torneo Apertura 2007 Campeón del Torneo Clausura 2008                                                                                      |
| Panamá 2 cupos           | San Francisco Tauro                                          | Campeón general de la temporada 2007-2008 Subcampeón general de la Temporada 2008                                                                      |
| Belice 1 cupo            | Hankook Verdes                                               | Campeón de la Liga Premier de Fútbol de Belice 2007-08                                                                                                 |
| Canadá 1 cupo            | Montreal Impact                                              | Campeón del Campeonato Canadiense de Fútbol 2008 |
| Jamaica 1 cupo           | Harbour View                                                 | Campeón del Campeonato de Clubes de la CFU 2007 |
| Nicaragua 1 cupo         | Real Estelí                                                  | Campeón general de la Primera División de Nicaragua 2007-08                                                                                            |
| Puerto Rico 1 cupo       | Puerto Rico Islanders                                        | Tercer lugar del Campeonato de Clubes de la CFU 2007                                                                                                   |
| Trinidad y Tobago 1 cupo | Joe Public                                                   | Subcampeón del Campeonato de Clubes de la CFU 2007 |

## Localía de los equipos
Distribución geográfica de las sedes de los equipos participantes

## Formato
De los 24 equipos calificados, 16 competirán en la ronda preliminar y ocho desde la fase de grupos, el sorteo para el emparejamiento de grupos se realizó en las oficinas de la Concacaf en la ciudad de Nueva York.
| Fase de grupos  | Fase de grupos  | Fase de grupos     | Fase de grupos        |
| Tómbola A       | Tómbola A       | Tómbola B          | Tómbola B             |
| --------------- | --------------- | ------------------ | --------------------- |
| Atlante         | D.C. United     | Deportivo Saprissa | Municipal             |
| Santos Laguna   | Houston Dynamo  | Olimpia            | Luis Ángel Firpo      |
| Fase preliminar |                 |                    |                       |
| Tómbola A       | Tómbola A       | Tómbola B          | Tómbola B             |
| Cruz Azul       | Alajuelense     | Hankook Verdes     | Real Estelí           |
| Pumas U.N.A.M.  | Marathón        | Isidro Metapán     | Harbour View          |
| Chivas USA      | San Francisco   | Jalapa             | Joe Public            |
| New England     | Montreal Impact | Tauro              | Puerto Rico Islanders |

## Primera fase
La primera ronda de clasificación fue a eliminatoria directa. La serie de ida se efectuó del 26 al 28 de agosto de 2008; y los juegos de vuelta fueron del 2 al 4 de septiembre de 2008. Los ganadores avanzaron a la fase de grupos junto a los 8 equipos previamente clasificados.
| N.º | Local Ida       | Resultado global | Local Vuelta          | Ida       | Vuelta |
| --- | --------------- | ---------------- | --------------------- | --------- | ------ |
| 1   | Jalapa          | 1-5              | San Francisco         | 1-0       | 0-5    |
| 2   | Joe Public      | 6-1              | New England           | 2-1       | 4-0    |
| 3   | Alajuelense     | 2-3              | Puerto Rico Islanders | 1-1       | 1-2    |
| 4   | Cruz Azul       | 12-0             | Hankook Verdes        | 6-0       | 6-0    |
| 5   | Harbour View    | 0-3              | Pumas UNAM            | cancelado | 0-3    |
| 6   | Tauro           | 3-1              | Chivas USA            | 2-0       | 1-1    |
| 7   | Montreal Impact | 1-0              | Real Estelí           | 1-0       | 0-0    |
| 8   | Isidro Metapán  | 3-4              | Marathón              | 2-2       | 1-2    |

## Segunda fase
Llamada fase de grupos, para la cual los campeones de México y Estados Unidos y el campeón de Guatemala, Honduras, Costa Rica y El Salvador clasificaron automáticamente y de una vez fueron incluidos en los diferentes grupos cada uno por medio de sorteo.

### Grupo A
| Equipo             | Pts. | PJ | PG | PE | PP | GF | GC | Dif |
| ------------------ | ---- | -- | -- | -- | -- | -- | -- | --- |
| Marathón           | 13   | 6  | 4  | 1  | 1  | 12 | 5  | +7  |
| Cruz Azul          | 10   | 6  | 3  | 1  | 2  | 8  | 4  | +4  |
| Deportivo Saprissa | 10   | 6  | 3  | 1  | 2  | 7  | 9  | -2  |
| D.C. United        | 1    | 6  | 0  | 1  | 5  | 4  | 13 | -9  |

| Fecha            | Lugar            | Local              | Resultado | Visitante          |
| ---------------- | ---------------- | ------------------ | --------- | ------------------ |
| 16 de septiembre | Washington D. C. | D.C. United        | 0:2       | Deportivo Saprissa |
| 17 de septiembre | San Pedro Sula   | Marathón           | 2:0       | Cruz Azul          |
| 23 de septiembre | México, D.F.     | Cruz Azul          | 4:0       | Deportivo Saprissa |
| 24 de septiembre | San Pedro Sula   | Marathón           | 2:0       | D.C. United        |
| 30 de septiembre | San José         | Deportivo Saprissa | 2:1       | Marathón           |
| 1 de octubre     | Washington D. C. | D.C. United        | 0:1       | Cruz Azul          |
| 7 de octubre     | México, D.F.     | Cruz Azul          | 1:1       | Marathón           |
| 9 de octubre     | San José         | Deportivo Saprissa | 2:2       | D.C. United        |
| 21 de octubre    | México, D.F.     | Cruz Azul          | 2:0       | D.C. United        |
| 29 de octubre    | Washington D. C. | D.C. United        | 2:4       | Marathón           |
| 29 de octubre    | San José         | Deportivo Saprissa | 1:0       | Cruz Azul          |
| 5 de noviembre   | San Pedro Sula   | Marathón           | 2:0       | Deportivo Saprissa |

### Grupo B
| Equipo           | Pts. | PJ | PG | PE | PP | GF | GC | Dif |
| ---------------- | ---- | -- | -- | -- | -- | -- | -- | --- |
| Pumas UNAM       | 12   | 6  | 3  | 3  | 0  | 18 | 7  | +11 |
| Houston Dynamo   | 9    | 6  | 2  | 3  | 1  | 9  | 9  | 0   |
| Luis Ángel Firpo | 8    | 6  | 2  | 2  | 2  | 6  | 8  | -2  |
| San Francisco    | 2    | 6  | 0  | 2  | 4  | 4  | 13 | -9  |

| Fecha            | Lugar            | Local            | Resultado | Visitante        |
| ---------------- | ---------------- | ---------------- | --------- | ---------------- |
| 16 de septiembre | Ciudad de Panamá | San Francisco    | 1:1       | Pumas UNAM       |
| 26 de noviembre  | Houston          | Houston Dynamo   | 1:0       | Luis Ángel Firpo |
| 23 de septiembre | Ciudad de Panamá | San Francisco    | 0:0       | Houston Dynamo   |
| 24 de septiembre | México, D.F.     | Pumas UNAM       | 3:0       | Luis Ángel Firpo |
| 30 de septiembre | México, D.F.     | Pumas UNAM       | 4:4       | Houston Dynamo   |
| 1 de octubre     | San Salvador     | Luis Ángel Firpo | 1:0       | San Francisco    |
| 7 de octubre     | Houston          | Houston Dynamo   | 2:1       | San Francisco    |
| 9 de octubre     | San Salvador     | Luis Ángel Firpo | 1:1       | Pumas UNAM       |
| 22 de octubre    | Houston          | Houston Dynamo   | 1:3       | Pumas UNAM       |
| 22 de octubre    | Ciudad de Panamá | San Francisco    | 2:3       | Luis Ángel Firpo |
| 28 de octubre    | San Salvador     | Luis Ángel Firpo | 1:1       | Houston Dynamo   |
| 29 de octubre    | México, D.F.     | Pumas UNAM       | 6:0       | San Francisco    |

### Grupo C
| Equipo          | Pts. | PJ | PG | PE | PP | GF | GC | Dif |
| --------------- | ---- | -- | -- | -- | -- | -- | -- | --- |
| Atlante         | 11   | 6  | 3  | 2  | 1  | 6  | 3  | +3  |
| Montreal Impact | 11   | 6  | 3  | 2  | 1  | 10 | 5  | +5  |
| Olimpia         | 8    | 6  | 2  | 2  | 2  | 10 | 6  | +4  |
| Joe Public      | 3    | 6  | 1  | 0  | 5  | 3  | 15 | -12 |

| Fecha            | Lugar       | Local           | Resultado | Visitante       |
| ---------------- | ----------- | --------------- | --------- | --------------- |
| 17 de septiembre | Montreal    | Montreal Impact | 2:0       | Joe Public      |
| 18 de septiembre | Cancún      | Atlante         | 1:0       | Olimpia         |
| 24 de septiembre | Macoya      | Joe Public      | 1:3       | Olimpia         |
| 24 de septiembre | Montreal    | Montreal Impact | 0:0       | Atlante         |
| 1 de octubre     | Tegucigalpa | Olimpia         | 1:2       | Montreal Impact |
| 2 de octubre     | Cancún      | Atlante         | 0:1       | Joe Public      |
| 8 de octubre     | Macoya      | Joe Public      | 1:4       | Montreal Impact |
| 8 de octubre     | Tegucigalpa | Olimpia         | 1:1       | Atlante         |
| 21 de octubre    | Montreal    | Montreal Impact | 1:1       | Olimpia         |
| 21 de octubre    | Macoya      | Joe Public      | 0:2       | Atlante         |
| 28 de octubre    | Tegucigalpa | Olimpia         | 4:0       | Joe Public      |
| 28 de octubre    | Cancún      | Atlante         | 2:1       | Montreal Impact |

### Grupo D
| Equipo                | Pts. | PJ | PG | PE | PP | GF | GC | Dif |
| --------------------- | ---- | -- | -- | -- | -- | -- | -- | --- |
| Santos Laguna         | 10   | 6  | 3  | 1  | 2  | 14 | 11 | +3  |
| Puerto Rico Islanders | 8    | 6  | 2  | 2  | 2  | 9  | 10 | -1  |
| Tauro                 | 8    | 6  | 2  | 2  | 2  | 9  | 10 | -1  |
| Municipal             | 6    | 6  | 1  | 3  | 2  | 12 | 13 | -1  |

| Fecha            | Lugar               | Local                 | Resultado | Visitante             |
| ---------------- | ------------------- | --------------------- | --------- | --------------------- |
| 16 de septiembre | Bayamón             | Puerto Rico Islanders | 2:1       | Tauro                 |
| 17 de septiembre | Torreón             | Santos Laguna         | 3:2       | Municipal             |
| 23 de septiembre | Bayamón             | Puerto Rico Islanders | 3:1       | Santos Laguna         |
| 25 de septiembre | Ciudad de Panamá    | Tauro                 | 2:1       | Municipal             |
| 1 de octubre     | Ciudad de Guatemala | Municipal             | 2:2       | Puerto Rico Islanders |
| 2 de octubre     | Ciudad de Panamá    | Tauro                 | 2:0       | Santos Laguna         |
| 8 de octubre     | Ciudad de Guatemala | Municipal             | 2:2       | Tauro                 |
| 8 de octubre     | Torreón             | Santos Laguna         | 3:0       | Puerto Rico Islanders |
| 22 de octubre    | Torreón             | Santos Laguna         | 3:0       | Tauro                 |
| 23 de octubre    | Bayamón             | Puerto Rico Islanders | 0:1       | Municipal             |
| 29 de octubre    | Ciudad de Panamá    | Tauro                 | 2:2       | Puerto Rico Islanders |
| 30 de octubre    | Ciudad de Guatemala | Municipal             | 4:4       | Santos Laguna         |

## Tercera fase
Los dos mejores clubes de cada uno de los cuatro grupos avanzarán a la Etapa de Eliminación de la Liga de Campeones de la Concacaf. El sorteo se llevará a cabo el 10 de diciembre de 2008. Estos ocho equipos serán sorteados en cuatro emparejamientos para los cuartos de final para jugar en partidos de ida y vuelta en febrero y marzo de 2009. Los cuatro ganadores de los cuartos de final avanzarán a los dos partidos de semifinal en marzo y abril de 2009 con los dos semifinalistas ganadores enfrentándose en un formato de ida y vuelta en la final de la Liga de Campeones de la Concacaf a finales de abril de 2009.
|  | Cuartos de final                                                   | Cuartos de final                                                   | Cuartos de final                                                   | Cuartos de final                                                   | Cuartos de final                                                   |   |       | Semifinales                                                    | Semifinales                                                    | Semifinales                                                    | Semifinales                                                    | Semifinales                                                    |  |    | Final                                                 | Final                                                 | Final                                                 | Final                                                 | Final                                                 |  |
|  | 24 al 26 de febrero de 2009 (ida) 3 al 5 de marzo de 2009 (vuelta) | 24 al 26 de febrero de 2009 (ida) 3 al 5 de marzo de 2009 (vuelta) | 24 al 26 de febrero de 2009 (ida) 3 al 5 de marzo de 2009 (vuelta) | 24 al 26 de febrero de 2009 (ida) 3 al 5 de marzo de 2009 (vuelta) | 24 al 26 de febrero de 2009 (ida) 3 al 5 de marzo de 2009 (vuelta) |   |       | 17 y 18 de marzo de 2009 (ida) 7 y 8 de abril de 2009 (vuelta) | 17 y 18 de marzo de 2009 (ida) 7 y 8 de abril de 2009 (vuelta) | 17 y 18 de marzo de 2009 (ida) 7 y 8 de abril de 2009 (vuelta) | 17 y 18 de marzo de 2009 (ida) 7 y 8 de abril de 2009 (vuelta) | 17 y 18 de marzo de 2009 (ida) 7 y 8 de abril de 2009 (vuelta) |  |    | 22 de abril de 2009 (ida) 12 de mayo de 2009 (vuelta) | 22 de abril de 2009 (ida) 12 de mayo de 2009 (vuelta) | 22 de abril de 2009 (ida) 12 de mayo de 2009 (vuelta) | 22 de abril de 2009 (ida) 12 de mayo de 2009 (vuelta) | 22 de abril de 2009 (ida) 12 de mayo de 2009 (vuelta) |  |
|  |                                                                    |                                                                    |                                                                    |                                                                    |                                                                    |   |       |                                                                |                                                                |                                                                |                                                                |                                                                |  |    |                                                       |                                                       |                                                       |                                                       |                                                       |  |
|  |                                                                    |                                                                    |                                                                    |                                                                    |                                                                    |   |       |                                                                |                                                                |                                                                |                                                                |                                                                |  |    |                                                       |                                                       |                                                       |                                                       |                                                       |  |
|  | 2D                                                                 | Puerto Rico Islanders                                              | 2                                                                  | 1                                                                  | 3                                                                  |   |       |                                                                |                                                                |                                                                |                                                                |                                                                |  |    |                                                       |                                                       |                                                       |                                                       |                                                       |  |
|  | 2D                                                                 | Puerto Rico Islanders                                              | 2                                                                  | 1                                                                  | 3                                                                  |   |       |                                                                |                                                                |                                                                |                                                                |                                                                |  |    |                                                       |                                                       |                                                       |                                                       |                                                       |  |
|  | 1A                                                                 | Marathón                                                           | 1                                                                  | 0                                                                  | 1                                                                  |   |       |                                                                |                                                                |                                                                |                                                                |                                                                |  |    |                                                       |                                                       |                                                       |                                                       |                                                       |  |
|  | 1A                                                                 | Marathón                                                           | 1                                                                  | 0                                                                  | 1                                                                  |   | 2D    | Puerto Rico Islanders                                          | 2                                                              | 1                                                              | 3 (2)                                                          |                                                                |  |    |                                                       |                                                       |                                                       |                                                       |                                                       |  |
|  |                                                                    |                                                                    |                                                                    |                                                                    |                                                                    |   | 2D    | Puerto Rico Islanders                                          | 2                                                              | 1                                                              | 3 (2)                                                          |                                                                |  |    |                                                       |                                                       |                                                       |                                                       |                                                       |  |
|  |                                                                    |                                                                    | 2A                                                                 | Cruz Azul (p.)                                                     | 0                                                                  | 3 | 3 (4) |                                                                |                                                                |                                                                |                                                                |                                                                |  |    |                                                       |                                                       |                                                       |                                                       |                                                       |  |
|  | 2A                                                                 | Cruz Azul                                                          | 2A                                                                 | Cruz Azul (p.)                                                     | 0                                                                  | 3 | 3 (4) | 1                                                              | 1                                                              | 2                                                              |                                                                |                                                                |  |    |                                                       |                                                       |                                                       |                                                       |                                                       |  |
|  | 2A                                                                 | Cruz Azul                                                          |                                                                    |                                                                    |                                                                    |   |       |                                                                |                                                                | 2                                                              |                                                                |                                                                |  |    |                                                       |                                                       |                                                       |                                                       |                                                       |  |
|  | 1B                                                                 | UNAM                                                               | 0                                                                  | 0                                                                  | 0                                                                  |   |       |                                                                |                                                                |                                                                |                                                                |                                                                |  |    |                                                       |                                                       |                                                       |                                                       |                                                       |  |
|  | 1B                                                                 | UNAM                                                               | 0                                                                  | 0                                                                  | 0                                                                  |   |       |                                                                |                                                                |                                                                |                                                                |                                                                |  | 2A | Cruz Azul                                             | 0                                                     | 0                                                     | 0                                                     |                                                       |  |
|  |                                                                    |                                                                    |                                                                    |                                                                    |                                                                    |   |       |                                                                |                                                                |                                                                |                                                                |                                                                |  | 2A | Cruz Azul                                             | 0                                                     | 0                                                     | 0                                                     |                                                       |  |
|  |                                                                    |                                                                    | 1C                                                                 | Atlante                                                            | 2                                                                  | 0 | 2     |                                                                |                                                                |                                                                |                                                                |                                                                |  |    |                                                       |                                                       |                                                       |                                                       |                                                       |  |
|  | 2C                                                                 | Montreal Impact                                                    | 1C                                                                 | Atlante                                                            | 2                                                                  | 0 | 2     | 2                                                              | 2                                                              | 4                                                              |                                                                |                                                                |  |    |                                                       |                                                       |                                                       |                                                       |                                                       |  |
|  | 2C                                                                 | Montreal Impact                                                    |                                                                    |                                                                    |                                                                    |   |       |                                                                |                                                                | 4                                                              |                                                                |                                                                |  |    |                                                       |                                                       |                                                       |                                                       |                                                       |  |
|  | 1D                                                                 | Santos                                                             | 0                                                                  | 5                                                                  | 5                                                                  |   |       |                                                                |                                                                |                                                                |                                                                |                                                                |  |    |                                                       |                                                       |                                                       |                                                       |                                                       |  |
|  | 1D                                                                 | Santos                                                             | 0                                                                  | 5                                                                  | 5                                                                  |   | 1D    | Santos                                                         | 2                                                              | 1                                                              | 3                                                              |                                                                |  |    |                                                       |                                                       |                                                       |                                                       |                                                       |  |
|  |                                                                    |                                                                    |                                                                    |                                                                    |                                                                    |   | 1D    | Santos                                                         | 2                                                              | 1                                                              | 3                                                              |                                                                |  |    |                                                       |                                                       |                                                       |                                                       |                                                       |  |
|  |                                                                    |                                                                    | 1C                                                                 | Atlante                                                            | 1                                                                  | 3 | 4     |                                                                |                                                                |                                                                |                                                                |                                                                |  |    |                                                       |                                                       |                                                       |                                                       |                                                       |  |
|  | 2B                                                                 | Houston Dynamo                                                     | 1C                                                                 | Atlante                                                            | 1                                                                  | 3 | 4     | 1                                                              | 0                                                              | 1                                                              |                                                                |                                                                |  |    |                                                       |                                                       |                                                       |                                                       |                                                       |  |
|  | 2B                                                                 | Houston Dynamo                                                     |                                                                    |                                                                    |                                                                    |   |       |                                                                |                                                                | 1                                                              |                                                                |                                                                |  |    |                                                       |                                                       |                                                       |                                                       |                                                       |  |
|  | 1C                                                                 | Atlante                                                            | 1                                                                  | 3                                                                  | 4                                                                  |   |       |                                                                |                                                                |                                                                |                                                                |                                                                |  |    |                                                       |                                                       |                                                       |                                                       |                                                       |  |
|  | 1C                                                                 | Atlante                                                            | 1                                                                  | 3                                                                  | 4                                                                  |   |       |                                                                |                                                                |                                                                |                                                                |                                                                |  |    |                                                       |                                                       |                                                       |                                                       |                                                       |  |
|  |                                                                    |                                                                    |                                                                    |                                                                    |                                                                    |   |       |                                                                |                                                                |                                                                |                                                                |                                                                |  |    |                                                       |                                                       |                                                       |                                                       |                                                       |  |

### Cuartos de final

#### Houston Dynamo - Atlante
| 24 de febrero de 2009 | Houston Dynamo | 1:1 (1:0) | Atlante     | Robertson Stadium, Houston                              |                                                         |
|                       | Boswell 34'    |           | Pereyra 81' | Asistencia: 10 203 espectadores Árbitro(s): Neal Brizan | Asistencia: 10 203 espectadores Árbitro(s): Neal Brizan |

| 3 de marzo de 2009 | Atlante                                        | 3:0 (2:0) | Houston Dynamo | Estadio Olímpico Andrés Quintana Roo, Cancún |                             |
|                    | Navarro 23' · Márquez Lugo 36' · Maldonado 89' |           |                | Árbitro(s): Silviu Petrescu                  | Árbitro(s): Silviu Petrescu |

#### Montreal Impact - Santos Laguna
| 25 de febrero de 2009 | Montreal Impact | 2:0 (1:0) | Santos Laguna | Estadio Olímpico, Montreal                               |                                                          |
|                       | Sebrango 5' 77' |           |               | Asistencia: 55 571 espectadores Árbitro(s): Terry Vaughn | Asistencia: 55 571 espectadores Árbitro(s): Terry Vaughn |

| 5 de marzo de 2009 | Santos Laguna                                         | 5:2 (1:2) | Montreal Impact          | Estadio Corona, Torreón    |                            |
|                    | Benítez 15' · Vuoso 54' 74' · Quintero 90'+1', 90'+4' |           | Brown 24' · Sebrango 37' | Árbitro(s): Roberto Moreno | Árbitro(s): Roberto Moreno |

#### Cruz Azul - Universidad Nacional
| 25 de febrero de 2009 | Cruz Azul | 1:0 (1:0) | UNAM | Estadio Azul, México, D. F.                                |                                                            |
|                       | Lozano 4' |           |      | Asistencia: 12 000 espectadores Árbitro(s): Walter Quesada | Asistencia: 12 000 espectadores Árbitro(s): Walter Quesada |

| 4 de marzo de 2009 | UNAM | 0:1 (0:0) | Cruz Azul   | Estadio Olímpico Universitario, México, D. F. |                          |
|                    |      |           | Riveros 86' | Árbitro(s): Joel Aguilar                      | Árbitro(s): Joel Aguilar |

#### Puerto Rico Islanders - Marathón
| 26 de febrero de 2009 | Puerto Rico Islanders         | 2:1 (0:1) | Marathón     | Estadio Juan Ramón Loubriel, Bayamón                         |                                                              |
|                       | Addlery 74' · Jagdeosingh 81' |           | Palacios 41' | Asistencia: 3 500 espectadores Árbitro(s): Courtney Campbell | Asistencia: 3 500 espectadores Árbitro(s): Courtney Campbell |

| 4 de marzo de 2009 | Marathón | 0:1 (0:0) | Puerto Rico Islanders | Estadio Olímpico Metropolitano, San Pedro Sula |                         |
|                    |          |           | Addlery 90'           | Árbitro(s): Elmar Rodas                        | Árbitro(s): Elmar Rodas |

### Semifinales

#### Puerto Rico Islanders - Cruz Azul
| 17 de marzo de 2009 | Puerto Rico Islanders   | 2:0 (2:0) | Cruz Azul | Estadio Juan Ramón Loubriel, Bayamón |                         |
|                     | Addlery 4' · Gbandi 36' |           |           | Árbitro(s): Neal Brizan              | Árbitro(s): Neal Brizan |

| 7 de abril de 2009 | Cruz Azul                                | 3:1 (1:0, 3:1) | Puerto Rico Islanders | Estadio Azul, México, D. F. |                       |
|                    | Zeballos 44' · Orozco 83' · Villaluz 99' |                | Gbandi 91'            | Árbitro(s): Paúl Ward       | Árbitro(s): Paúl Ward |

| Tanda de penaltis |  |     |  |             |
| Zeballos          |  | 1:1 |  | Arrieta     |
| Andrade           |  | 2:1 |  | Delgado     |
| Torrado           |  | 3:2 |  | Jagdeosingh |
| Lugo              |  | 3:2 |  | Jones       |
| Orozco            |  | 4:2 |  |             |

#### Santos Laguna - Atlante
| 18 de marzo de 2009 | Santos Laguna   | 2:1 (1:1) | Atlante     | Estadio Corona, Torreón    |                            |
|                     | Quintero 5' 74' |           | Pereyra 34' | Árbitro(s): Wálter Quesada | Árbitro(s): Wálter Quesada |

| 8 de abril de 2009 | Atlante                                        | 3:1 (1:0) | Santos Laguna | Estadio Olímpico Andrés Quintana Roo, Cancún |                         |
|                    | Márquez Lugo 41' 90'+3' (pen.) · Maldonado 73' |           | Vuoso 67'     | Árbitro(s): Mark Geiger                      | Árbitro(s): Mark Geiger |

### Final
| 22 de abril de 2009 | Cruz Azul | 0:2 (0:2) | Atlante                    | Estadio Azul, México, D. F.         |                                     |
|                     |           |           | Navarro 16' · Bermúdez 24' | Árbitro(s): Marco Antonio Rodríguez | Árbitro(s): Marco Antonio Rodríguez |

| 12 de mayo de 2009                                                    | Atlante | 0:0 | Cruz Azul | Estadio Olímpico Andrés Quintana Roo, Cancún |  |
|                                                                       |         |     |           | Árbitro(s): Armando Archundia                |  |
| Partido aplazado desde el 29 de abril por el brote de gripe A (H1N1). |         |     |           |                                              |  |

|                 |
| Campeón Atlante |
| Primer título   |

## Goleadores
| Jugador            | Equipo         | Goles |
| ------------------ | -------------- | ----- |
| Javier Orozco      | Cruz Azul      | 7     |
| Brunet Hay         | Tauro FC       | 5     |
| Agustín Herrera    | Santos Laguna  | 5     |
| Francisco Palencia | Pumas U.N.A.M. | 5     |
| Guillermo Ramírez  | Municipal      | 5     |
| Gregory Ridson     | Joe Public FC  | 5     |